# Effectifs de la coupe du monde des clubs de beach soccer 2012
Cet article présente les effectifs des clubs lors de la Coupe du monde des clubs de beach soccer 2012.

## Al-Ahli Club
| Coach : Tabib Hilal | Coach : Tabib Hilal | Coach : Tabib Hilal |
| ------------------- | ------------------- | ------------------- |
| Abbas Hussain       |                     | Adil Ali            |
| Rami Al Mesaabi     | Datinha             |                     |
| Qambar Sadeqi       | Benjamin Mosco      |                     |
| Takeshi             | Shingo Terukina     |                     |
| Philipp Borer       | Hani Al Dhabit      |                     |
| Bakhit Mubarak      |                     |                     |

## FC Barcelone
| Coach : Ramiro Amarelle | Coach : Ramiro Amarelle | Coach : Ramiro Amarelle |
| ----------------------- | ----------------------- | ----------------------- |
| Cristian Torres         |                         | Bruno Torres            |
| Javier Torres           | Al Seyni Ndiaye         |                         |
| Nico                    | Egor Eremeev            |                         |
| Andreï Boukhlitski      | Ramiro Amarelle         |                         |
| Dmitry Shishin          | Rui Mota                |                         |
| José Mari Bakero        |                         |                         |

## Boca Juniors
| Coach : Gustavo Casado | Coach : Gustavo Casado  |
| ---------------------- | ----------------------- |
| Cesar Leguizamon       | Fred                    |
| Luciano Franceschini   | Victor Lopez            |
| Rodriguez Larreta      | Simone Del Mestre       |
| Nicolas Bella          | Javier Vivas            |
| Dino Tambaú            | Sebastian Gomez Polatti |

## SC Corinthians
| Coach : Alexandre Soares | Coach : Alexandre Soares | Coach : Alexandre Soares |
| ------------------------ | ------------------------ | ------------------------ |
| Mão                      |                          | Cesar Mendoza            |
| Buru                     | Edgar Quintero           |                          |
| André                    | Yahya Al-Araimi          |                          |
| Minici                   | Clebinho                 |                          |
| Yuri Krashenninikov      | Juninho Alagoano         |                          |
| Marcelinho Carioca       |                          |                          |

## CR Flamengo
| Coach : Rogério Vilela | Coach : Rogério Vilela | Coach : Rogério Vilela |
| ---------------------- | ---------------------- | ---------------------- |
| Souza                  |                        | Casé                   |
| Anderson               | Bernardo Tell          |                        |
| Benjamin               | Miguel Estrada         |                        |
| Pampero                | Robertinho             |                        |
| Matías Isaias Cabrera  | Mena                   |                        |

## Lokomotiv Moscou
| Coach : Ilya Leonov | Coach : Ilya Leonov | Coach : Ilya Leonov |
| ------------------- | ------------------- | ------------------- |
| Ilya Leonov         |                     | Vitaliy Sydorenko   |
| Shkarin             | Daniel Lima         |                     |
| Iegor Chaïkov       | Humaid Jamal        |                     |
| Nerijus Barasa      | Yuri Gorchinskiy    |                     |
| Igor Borsuk         | Alekseï Makarov     |                     |
| Aleksandr Filimonov |                     |                     |

## Milan BS
| Coach : Emiliano del Duca | Coach : Emiliano del Duca | Coach : Emiliano del Duca |
| ------------------------- | ------------------------- | ------------------------- |
| Roberto Pasquali          |                           | Stephan Meier             |
| Stefano Spada             | Juninho Erivaldo Santos   |                           |
| Dario Ramaciotti          | Angelo D'Amico            |                           |
| Dejan Stankovic           | Paolo Palmacci            |                           |
| Stephane François         | José Portillo             |                           |
| Dida                      |                           |                           |

## Santos FC
| Coach : Gilberto Costa | Coach : Gilberto Costa | Coach : Gilberto Costa |
| ---------------------- | ---------------------- | ---------------------- |
| Bruno Malias           |                        | Hector Robles          |
| Lekão                  | Kuman                  |                        |
| Sidney                 | Rafael Stocco          |                        |
| Ricar                  | Rafael Amorim          |                        |
| Leandro Fanta          | Lucas Medero           |                        |

## São Paulo FC
| Coach : Vitor "Gaucho" Fonseca | Coach : Vitor "Gaucho" Fonseca | Coach : Vitor "Gaucho" Fonseca |
| ------------------------------ | ------------------------------ | ------------------------------ |
| Adielson                       |                                | Dannilo Neumann                |
| Rafinha                        | Angel Rodriguez                |                                |
| Alan Freitas                   | Everton Matos                  |                                |
| Virley Conforme                | Luis Alberto                   |                                |
| Federico Hilaire               | Orlando Echeverria             |                                |

## Seattle Sounders FC
| Coach : Marcelo Mendes | Coach : Marcelo Mendes | Coach : Marcelo Mendes |
| ---------------------- | ---------------------- | ---------------------- |
| Michael McAndrews      |                        | Agustin Ruiz           |
| Oscar Gil              | César Esteves          |                        |
| Nicky                  | Matthieu Aragonès      |                        |
| Francisco Cati         | Francis Farberoff      |                        |
| Morgan Plata           | Osmar Moreira          |                        |

## Sporting CP
| Coach : Alexandre Julião | Coach : Alexandre Julião | Coach : Alexandre Julião |
| ------------------------ | ------------------------ | ------------------------ |
| Madjer                   |                          | Moritz Jaeggy            |
| Alan                     | Fernando DDI             |                          |
| Belchior                 | Rui Coimbra              |                          |
| Michele Leghissa         | Paulo Graça              |                          |
| Sandro Spaccarotella     | Ahmed Dad                |                          |
| Carlos Xavier            |                          |                          |

## Vasco da Gama
| Coach : Rodrigo Chumbinho Freitas | Coach : Rodrigo Chumbinho Freitas | Coach : Rodrigo Chumbinho Freitas |
| --------------------------------- | --------------------------------- | --------------------------------- |
| Bueno                             |                                   | Gustavo Sebe                      |
| Bruno Xavier                      | Bernardo Botelho                  |                                   |
| Jorginho                          | Ricardo Villalobos                |                                   |
| Jose Echeverria                   | Mauricinho                        |                                   |
| Marcelo Salgueiro                 | Gil                               |                                   |

## Par pays
| Pays                                                                            | Clubs |
| ------------------------------------------------------------------------------- | ----- |
| Brésil                                                                          | 5     |
| Argentine, Russie, Italie, Émirats arabes unis, Portugal, Espagne et États-Unis | 1     |
| Total                                                                           | 12    |

| Pays                                                                  | Joueurs |
| --------------------------------------------------------------------- | ------- |
| Brésil                                                                | 36      |
| Argentine                                                             | 10      |
| Russie                                                                | 9       |
| Mexique                                                               | 8       |
| Italie, Émirats arabes unis et Portugal                               | 7       |
| Uruguay                                                               | 6       |
| Espagne et Suisse                                                     | 5       |
| États-Unis                                                            | 4       |
| Oman, Salvador, Chili, Japon et Ukraine                               | 2       |
| France, Sénégal, Venezuela, Paraguay, Équateur, Allemagne et Lituanie | 1       |
| Total                                                                 | 126     |